# Aport (variété de pomme)

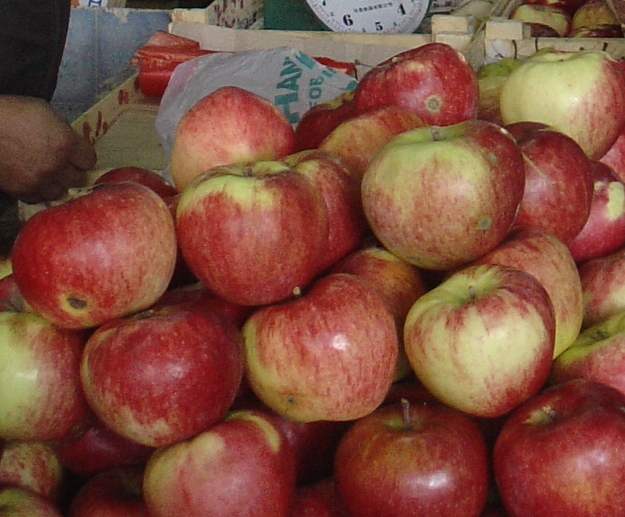
Aport sur un marché d'Almaty.

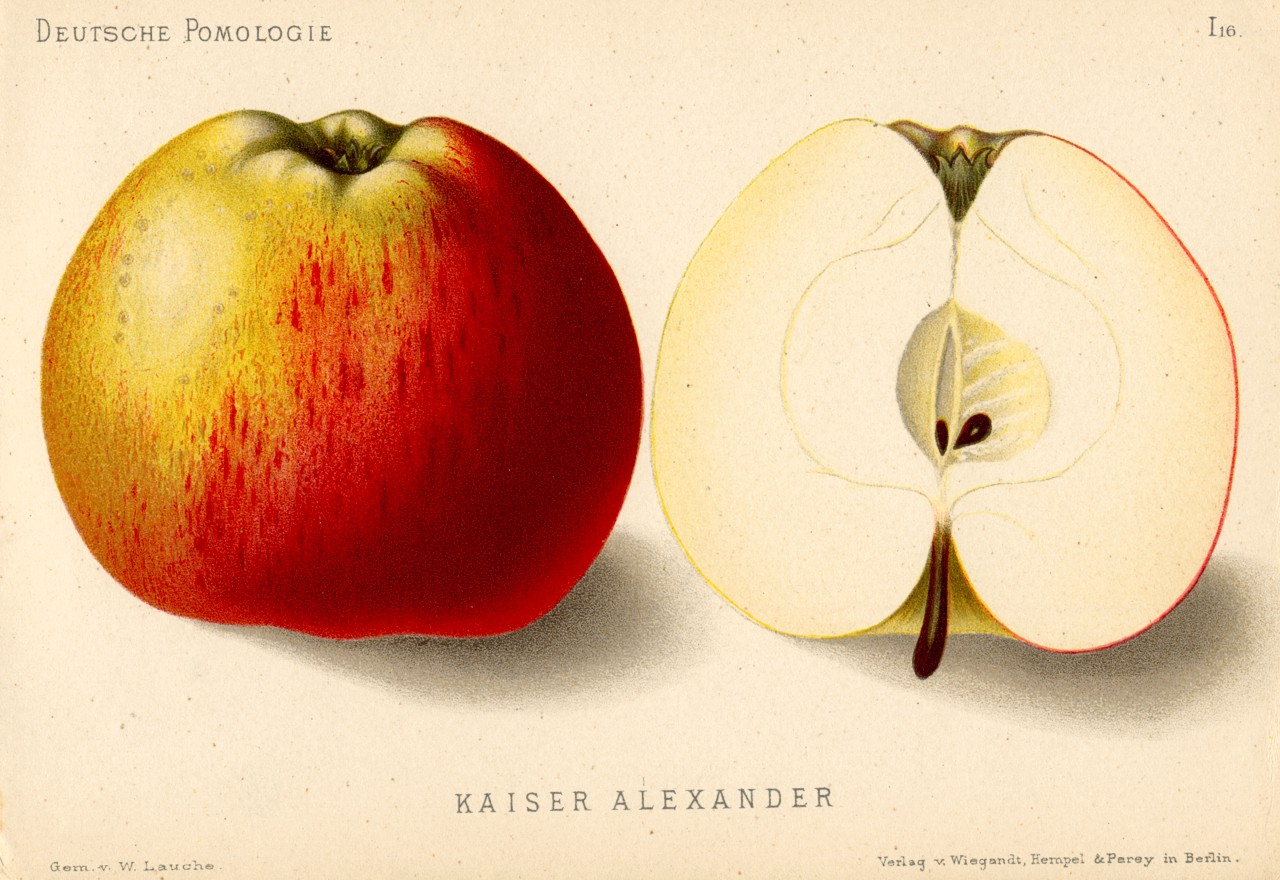
Illustration par Wilhelm Lauche de la variété « grand Alexandre » dans Deutsche pomologie

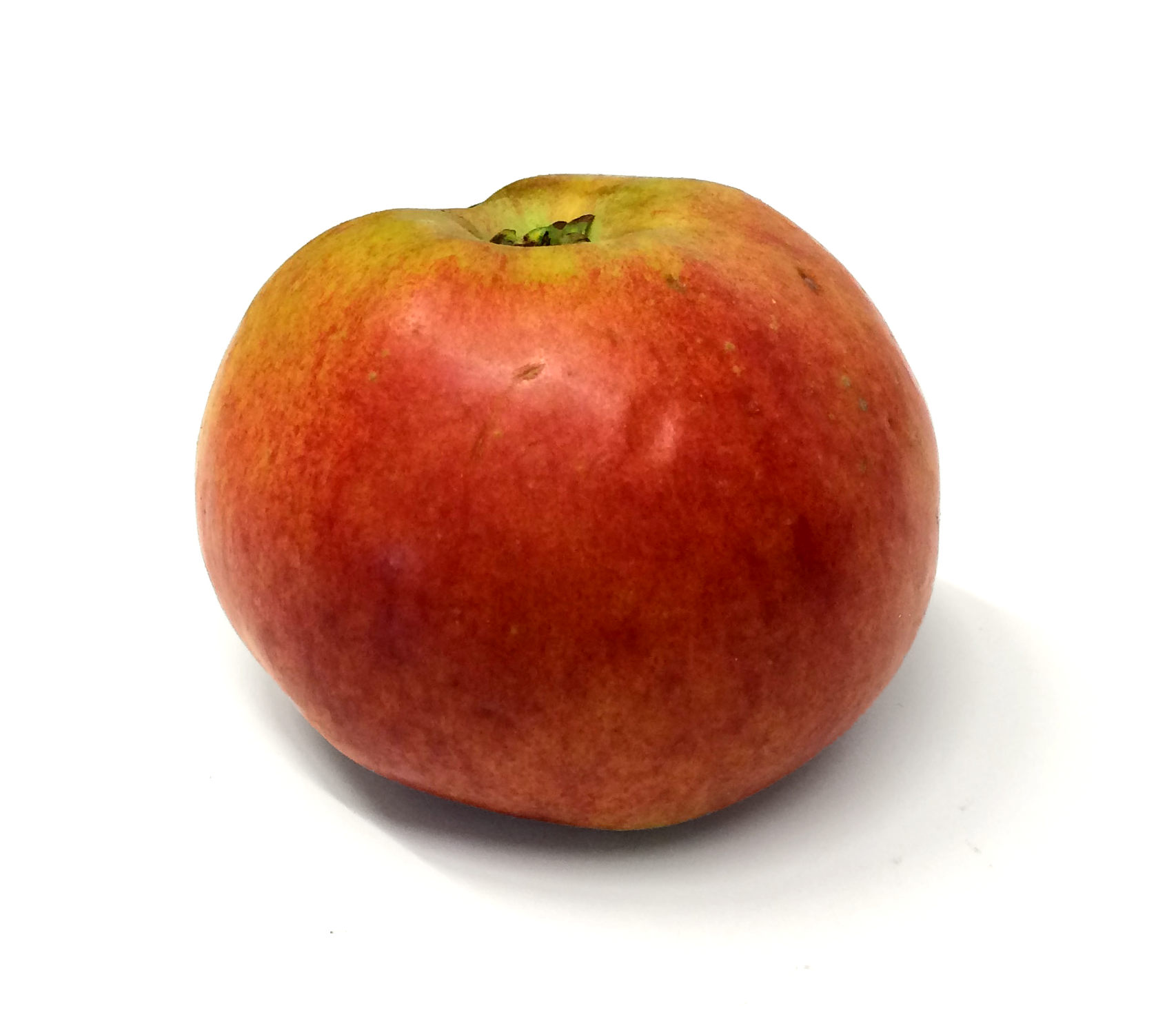
« Grand Alexandre », photographiée en Suède.

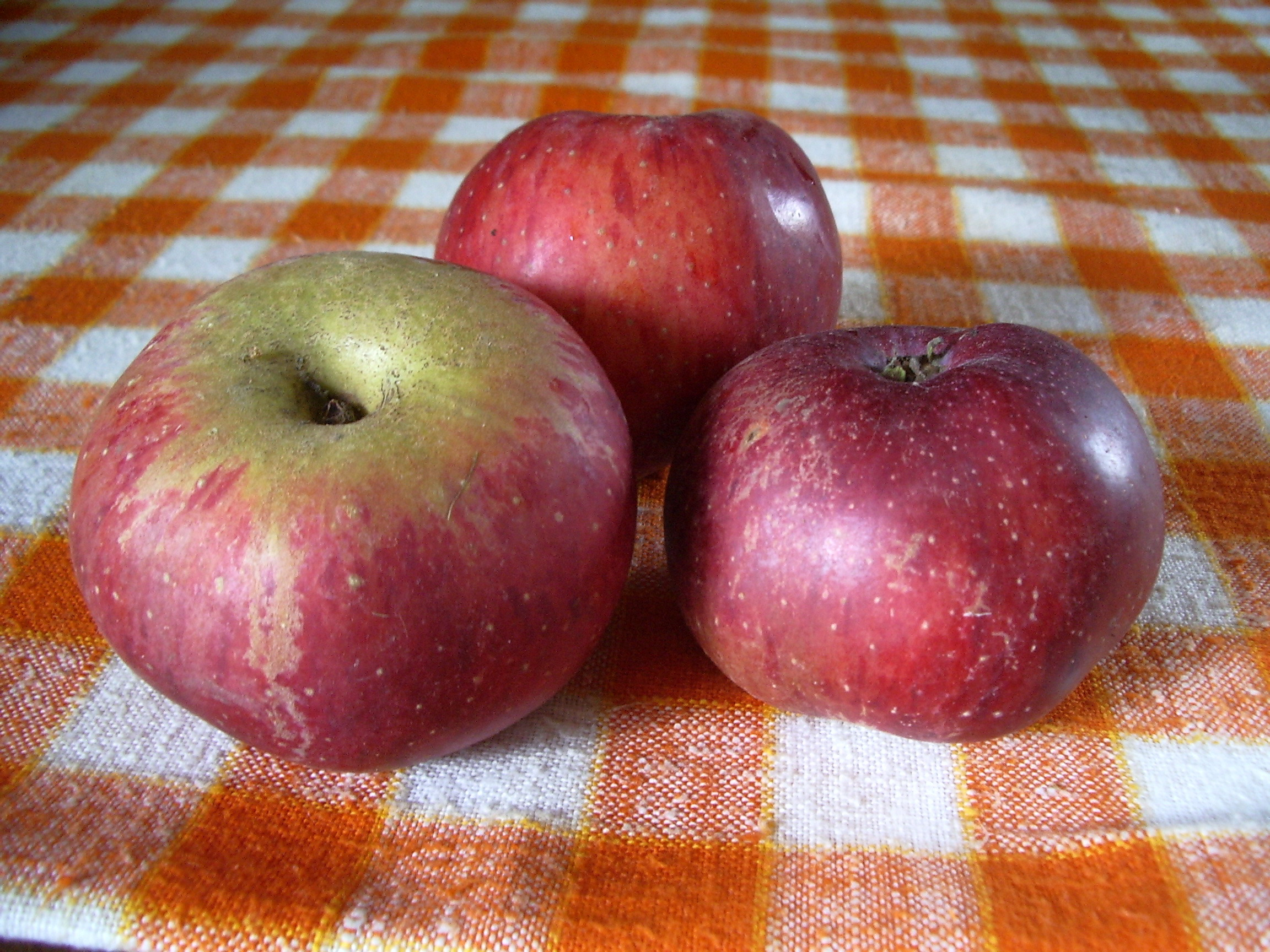
Une forme plus colorée de rouge-carmin-violet.

L'Aport est un cultivar de pommier d'origine russe. 
Il s'est propagé en Ciscaucasie et Trans-Ili Alataou où les hivers sont froids mais courts et les étés chauds. 
La peau de l'Aport est épaisse, jaune ou jaune-vert et rouge-brun ; la pulpe est friable et a un goût léger. L'Aport fait partie de ce qu'on appelle les cultivars tardifs, arrivant à maturité en septembre-octobre. De même que pour la majorité des variétés tardives, il se conserve bien en hiver. La majorité des vergers connus se situent à proximité d'Almaty. C'est la variété de pomme la plus populaire d'Almaty.

## Synonymes
André Leroy donne 16 synonymes, parmi lesquels : 
Aporta, Grand Alexandre, Alexandre, Alexander, Comte Woronzoff, Corail, Fin-d'automne, Pomona britannica, Président Napoléon, Beauty of Queen, Aubertin

## Histoire
D'après Leroy, cette pomme serait apparue en Ukraine vers 1700. Importée en 1817 par un pépiniériste anglais qui la nomme "Alexandre Ier", en l'honneur du tsar. 
Une autre version affirme qu'en 1865, à proximité de Verniy (future Almaty), les premiers plants d'Aport ont été importés par E. Redko, un migrant de la Province de Voronej. La sélection méthodique des variétés, y compris le croisement avec des espèces sauvages de malus sieversii, ont rendu ce cultivar célèbre. En 1914, l'inspecteur principal des vergers S. Perkovski écrit :

« Du côté des propriétaires locaux, un travail d'acclimatation des arbres fruitiers a été entrepris ; rien que pour la ville de Verniy et ses alentours, des variétés ont été adaptées avec succès, et en particulier, l'Aport et la poire Belle des forêts ; ces deux cultivars sont les principales plantations des vergers de Verniy. Le bourgeois de Voronej Redko a apporté de sa patrie ces Aports. Cette pomme a été plantée d'abord dans son jardin, et le général Kolpakov a ordonné qu'elle soit appelée "pomme de Redko" (mais le nom n'a pas perduré). Elle a contribué à la gloire de Verniy, en tant que centre fruitier. »

Au début du XXe siècle, l'Aport de Verniy s'est répandue dans la partie centrale de la Russie sur les marchés de la capitale, où elle a été qualifiée de «variété de première classe». Les résultats fruitiers de Verniy ont été présentés à l'Exposition universelle de 1900 à Paris où la variété acquit son nom du fait que le stand se situait près de la porte, et en 1908 en Allemagne, à l'exposition de Mannheim, où elle a reçu une appréciation élogieuse de la part des spécialistes.
L'OIT a monté, en 2005, un projet pour organiser les producteurs d'Aport en coopératives pour être plus efficaces à l'export.

## Description
La pomme pèse 250 g pour de jeunes pommiers et peut aller jusqu'à 800 g,, voire un kilogramme. Des aports de 570 g ont été présentées au festival de la pomme « Apple Fest 2010 » à Almaty.
Leroy qualifie la grosseur des fruits de considérable, précisant en avoir vus, en 1846, de « 37 centimètres de circonférence ». En dehors de la grosseur du fruit, qui fait rapidement identifier cette pomme, la couleur de sa peau épaisse est à fond vert clair jaunâtre brillant, maculée de brun autour du pédoncule (russeting), fortement ponctuée de gris, lavée et rubanée d'un beau carmin faiblement voilé par une efflorescence glauque. Très juteuse, d'un goût acidulé et très sucré, sa chair est "un peu verdâtre, croquante, assez tendre".

## Culture
En raison de la grosseur de ses fruits, l'arbre quoique vigoureux n'est pas indiqué pour une formation en haute tige (chute des fruits prématurés au premier coup de vent), mais plutôt en forme naine.
La variété atteint la pleine floraison trois jours avant Golden Delicious ; il est donc pollinisé par Jonathan, Grenadier, James Grieve, Granny Smith, Reinette Baumann, Golden Delicious.
Il donne de grosses fleurs et une récolte moyenne.
Les fruits ne se conservent pas longtemps mais ils se consomment à maturité sur une période assez longue (septembre-novembre).

## Variantes
Un semis de 'Grand Alexandre' obtenu à Pontoise en 1869 a donné une autre variété aussi très appréciée : la Belle de Pontoise. Grand Alexandre est aussi un des parents de la variété "Wolf River".

## Monnaie

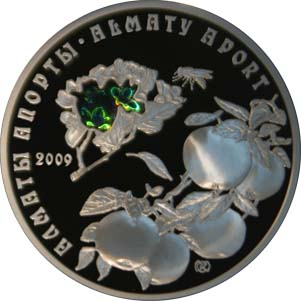
Monnaie commémorative.

Le 18 avril 2009, la banque nationale du Kazakhstan a lancé une pièce de monnaie commémorative en argent d'une valeur nominale de 500 tenge, à l'effigie de l'Aport d'Almaty.